# Hapcheon
Hapcheon (Hapcheon-gun, âm Hán Việt: Hợp Xuyên quận) là một huyện ở tỉnh Gyeongsang Nam, Hàn Quốc. Huyện này có diện tích 983,42 km², dân số năm 2001 là 60160 người. Đây là quê hương của Chun Doo-hwan.
Huyện này nằm ở phía tây bắc Gyeongsangnam-do, huyện bị bao bọc bởi Changnyeong cũng như Uiryeong về phía đông nam, Geochang và Sancheong về phía tây. Đây là một huyện không giáp biển. Ngôi chùa Haeinsa nằm ở huyện này.

## Khí hậu
| Dữ liệu khí hậu của Hapcheon             | Dữ liệu khí hậu của Hapcheon | Dữ liệu khí hậu của Hapcheon | Dữ liệu khí hậu của Hapcheon | Dữ liệu khí hậu của Hapcheon | Dữ liệu khí hậu của Hapcheon | Dữ liệu khí hậu của Hapcheon | Dữ liệu khí hậu của Hapcheon | Dữ liệu khí hậu của Hapcheon | Dữ liệu khí hậu của Hapcheon | Dữ liệu khí hậu của Hapcheon | Dữ liệu khí hậu của Hapcheon | Dữ liệu khí hậu của Hapcheon | Dữ liệu khí hậu của Hapcheon |
| Tháng                                    | 1                            | 2                            | 3                            | 4                            | 5                            | 6                            | 7                            | 8                            | 9                            | 10                           | 11                           | 12                           | Năm                          |
| ---------------------------------------- | ---------------------------- | ---------------------------- | ---------------------------- | ---------------------------- | ---------------------------- | ---------------------------- | ---------------------------- | ---------------------------- | ---------------------------- | ---------------------------- | ---------------------------- | ---------------------------- | ---------------------------- |
| Trung bình ngày tối đa °C (°F)           | 6.7 (44.1)                   | 9.2 (48.6)                   | 14.0 (57.2)                  | 20.6 (69.1)                  | 25.0 (77.0)                  | 28.0 (82.4)                  | 29.9 (85.8)                  | 30.7 (87.3)                  | 26.8 (80.2)                  | 22.2 (72.0)                  | 15.3 (59.5)                  | 9.2 (48.6)                   | 19.8 (67.6)                  |
| Trung bình ngày °C (°F)                  | −0.5 (31.1)                  | 1.9 (35.4)                   | 6.8 (44.2)                   | 13.0 (55.4)                  | 17.9 (64.2)                  | 21.9 (71.4)                  | 25.0 (77.0)                  | 25.4 (77.7)                  | 20.7 (69.3)                  | 14.2 (57.6)                  | 7.5 (45.5)                   | 1.6 (34.9)                   | 13.0 (55.4)                  |
| Tối thiểu trung bình ngày °C (°F)        | −6.1 (21.0)                  | −4.2 (24.4)                  | 0.4 (32.7)                   | 5.8 (42.4)                   | 11.2 (52.2)                  | 16.6 (61.9)                  | 21.2 (70.2)                  | 21.4 (70.5)                  | 16.0 (60.8)                  | 8.3 (46.9)                   | 1.5 (34.7)                   | −4.1 (24.6)                  | 7.3 (45.1)                   |
| Lượng Giáng thủy trung bình mm (inches)  | 21.9 (0.86)                  | 34.7 (1.37)                  | 53.2 (2.09)                  | 74.0 (2.91)                  | 97.4 (3.83)                  | 168.9 (6.65)                 | 287.4 (11.31)                | 294.5 (11.59)                | 158.0 (6.22)                 | 38.3 (1.51)                  | 32.0 (1.26)                  | 15.2 (0.60)                  | 1.275,6 (50.22)              |
| Số ngày giáng thủy trung bình (≥ 0.1 mm) | 3.8                          | 4.8                          | 6.5                          | 7.7                          | 8.6                          | 9.5                          | 13.5                         | 12.9                         | 8.7                          | 4.5                          | 4.7                          | 3.4                          | 88.6                         |
| Độ ẩm tương đối trung bình (%)           | 63.4                         | 61.5                         | 60.0                         | 58.9                         | 63.4                         | 69.3                         | 76.2                         | 76.3                         | 75.5                         | 71.7                         | 68.9                         | 65.7                         | 67.6                         |
| Số giờ nắng trung bình tháng             | 188.4                        | 185.0                        | 205.4                        | 218.8                        | 227.1                        | 183.7                        | 160.0                        | 176.9                        | 171.0                        | 202.1                        | 174.2                        | 182.2                        | 2.277,7                      |
| Nguồn:                                   |                              |                              |                              |                              |                              |                              |                              |                              |                              |                              |                              |                              |                              |

## Đơn vị kết nghĩa
- Quận Bergen, New Jersey, Hoa Kỳ
- Mitoyo, Kagawa, Nhật Bản
- Jangsu, Bắc Jeolla, Hàn Quốc
- Tân Xương, Trung Quốc